# Dražen Mikulić
Dražen Mikulić (Drinovci, 11. lipnja 1964.) je hrvatski kazališni, televizijski i filmski glumac.

## Filmografija

### Televizijske uloge
- "Kumovi" kao inspektor Darko Jurić (2022. – 2025.)
- "Čista ljubav" kao načelnik Grgić (2017. – 2018.)
- "Novine" kao Jure Jolić (2016. – 2020.)
- "Najbolje godine" kao Davor Kolić (2010.)
- "Bibin svijet" kao Werner (2006.)
- "Zabranjena ljubav" kao Josip Lončar (2004. – 2006.)

### Filmske uloge
- "Mrtve ribe" kao Markan (2017.)
- "Plavi Petar" (kratki film) kao Goran (2016.)
- "Broj 55" kao Božo (2014.)
- "Tu" kao diler (2003.)
- "Policijske priče" (2001.)

## Vanjske poveznice
- Dražen Mikulić u internetskoj bazi filmova IMDb-u (engl.)
- Stranica na HNK-Zajc.hr  Arhivirana inačica izvorne stranice od 15. travnja 2010. (Wayback Machine)